# Лабораторный фонарь

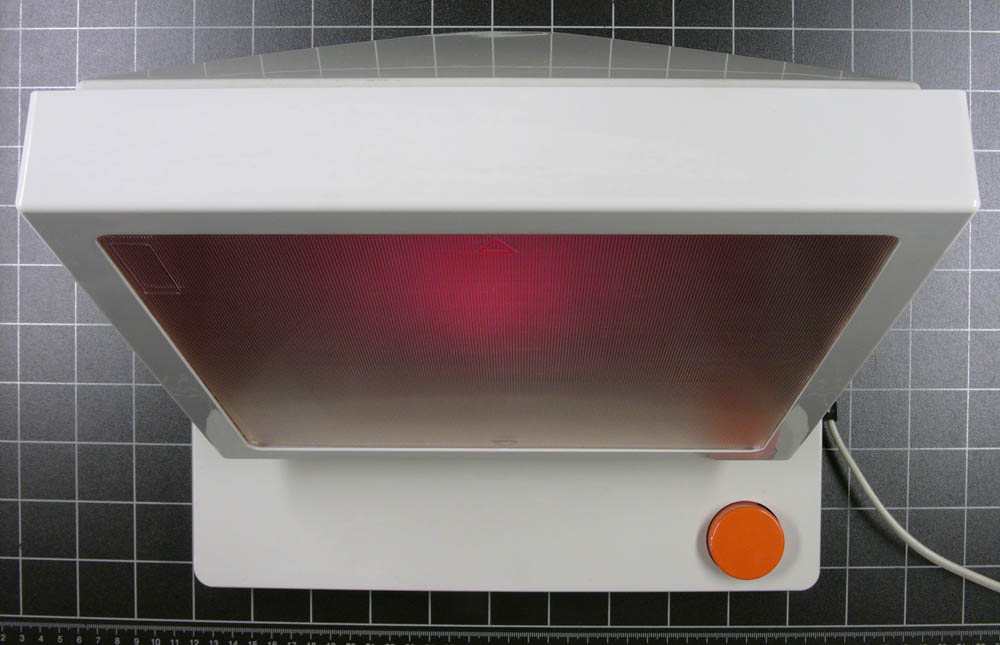
Лабораторный фонарь в фотолаборатории

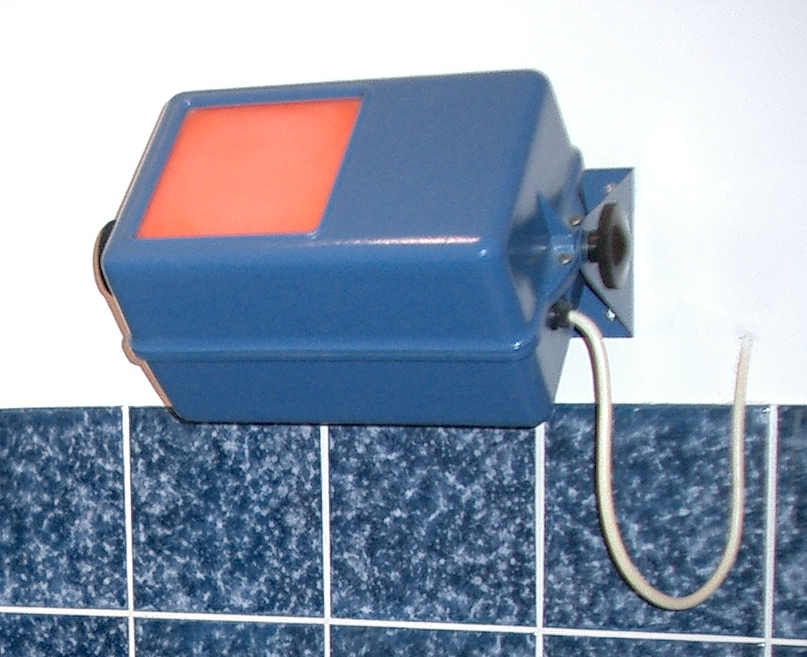
Лабораторный фонарь

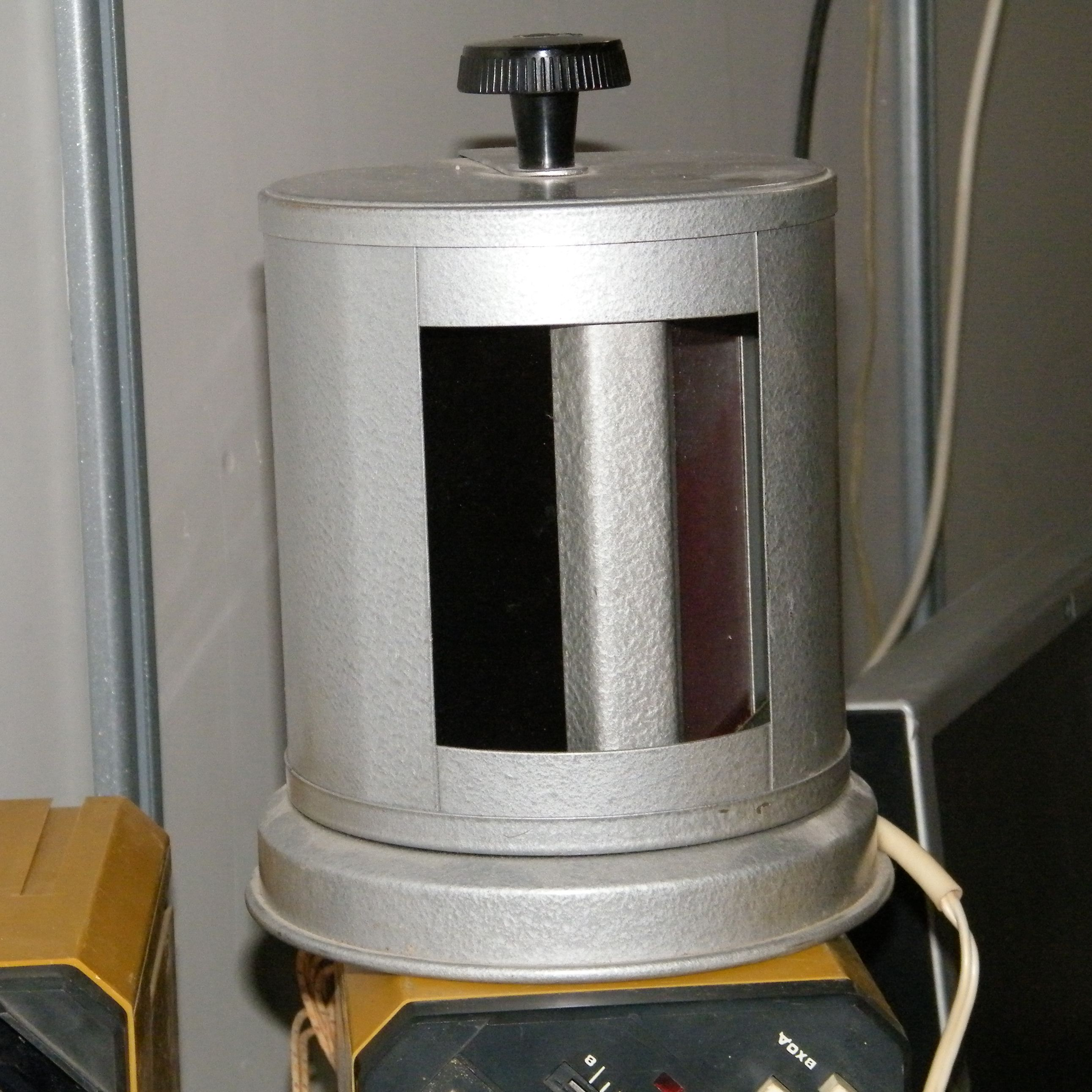
Лабораторный фонарь с тремя светофильтрами

Лаборато́рный фона́рь — осветительный прибор, предназначенный для освещения в фотолаборатории при работе со светочувствительными фотоматериалами (фотоплёнка, фотобумага, фотопластинки).
Лабораторные фонари в обязательном порядке укомплектованы светофильтрами, пропускающими только неактиничный свет, не оказывающий вредного воздействия на светочувствительную эмульсию фотоматериала (вредное воздействие — засветка или образование фотографической вуали).
Цвет используемого светофильтра зависит от того, к каким лучам спектра чувствительна эмульсия светочувствительного фотоматериала (см. таблицу).
При лабораторной обработке цветной фотобумаги применяется светофильтр № 166, имеющий коричнево-зелёный цвет.